# Język tày
Język tày, tho – język należący do grupy tajskiej, używany przez ponad 1,5 mln osób z mniejszości narodowej Tày w Wietnamie.